# Liga Femenina de Básquetbol (Uruguay)
La Liga Femenina de Básquetbol es el torneo más importante de la Federación Uruguaya de Basketball. Fue fundada en el año 2017 con la intención de unir a los equipos más importantes de todo el país en una sola competición. Hasta ese entonces los clubes de la capital participaban del Torneo Metropolitano Femenino uruguayo, el de mayor importancia, mientras que los del resto del país disputaban torneos regionales.
En su primer torneo tuvo como campeón a Malvín, equipo que llevaba catorce ediciones consecutivas triunfando en el Torneo Metropolitano, trasladando su hegemonía a la nueva Liga Femenina de Básquetbol.

## Sistema de disputa
La Liga Femenina de Básquetbol posee un formato muy similar al de la Liga Uruguaya de Básquetbol masculino.
La liga se compone de nueve equipos, los cuales disputarán una rueda todos contra todos; luego de esto los cuatro mejor posicionados disputaran el Grupo A, mientras que los cinco restantes se enfrentaran en el Grupo B, ambos a tres ruedas.
Los dos primeros equipos del grupo A pasarán directamente a las semifinales de la Copa de Oro (que coronará al equipo campeón) junto con dos equipos que saldrán de los cruces entre el 3° y el 4° del Grupo A contra el 1° y el 2° del Grupo B. Por su parte, los perdedores de estos cruces irán con los demás equipos en busca de la Copa de Plata.

### Definición de la LFB
La Liga Femenina de Básquetbol define su campeón a través de los clubes clasificados hacia la Copa de Oro, los cuales disputarán los respectivos cruces de semifinal y final.

## Historia

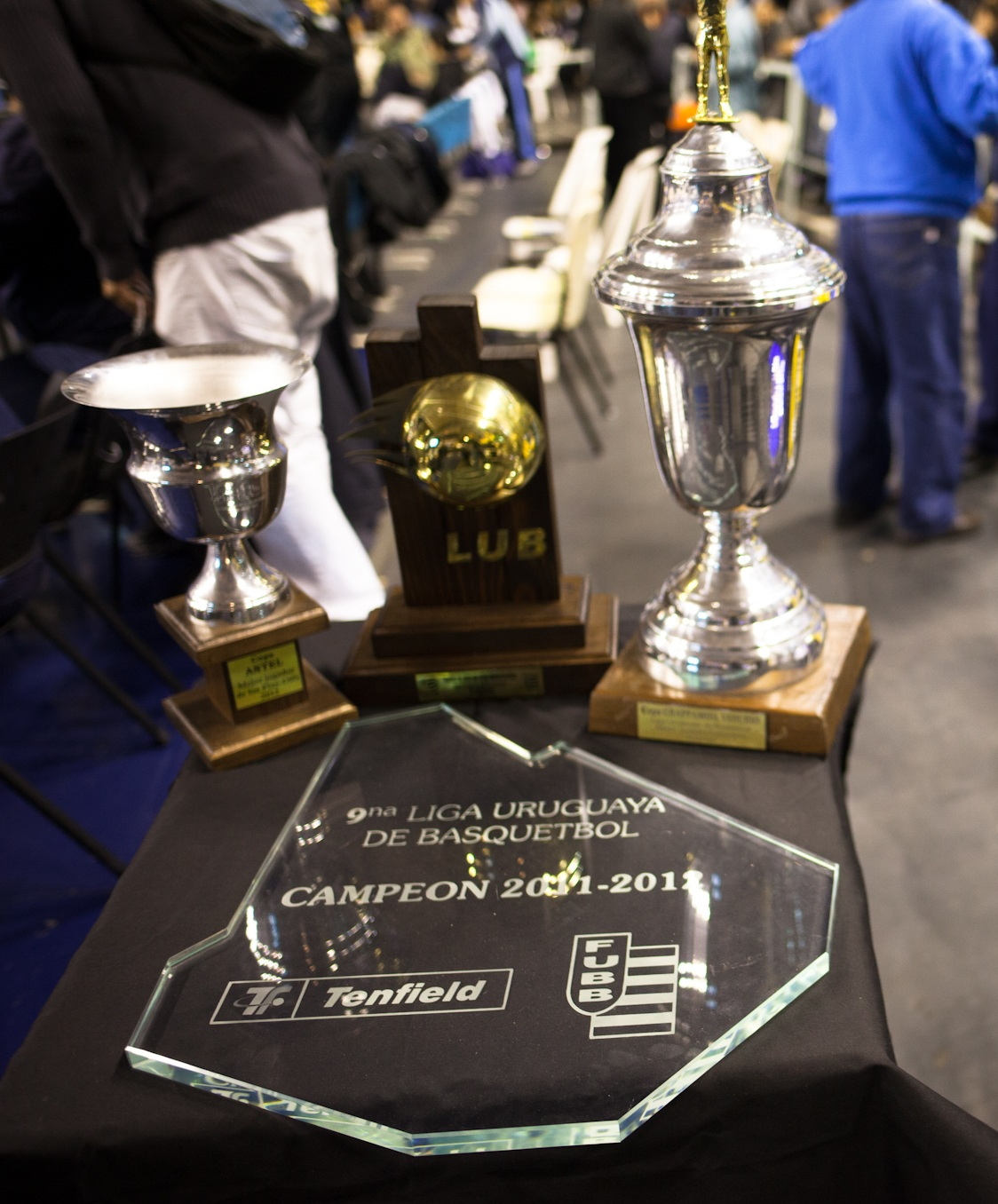
Trofeos de la Liga Uruguaya de Básquetbol.

### Antecedentes
El Torneo Metropolitano Femenino fue el certamen femenino más importante de la Federación Uruguaya de Basketball antes de la aparición de la Liga Femenina de Básquetbol.
El Torneo Metropolitano fue disuelto para crear la Liga Uruguaya de Básquetbol, la cual busca generar mayor interés en el básquetbol femenino y situarlo al mismo nivel que el masculino. En la rama masculina, se pasó del torneo metropolitano a conformar la Liga Uruguaya de Básqeutbol en el año 2003, pero en el ámbito femenino dicha reforma se venía postergando.

### Nacimiento de la Liga Femenina de Básquetbol

#### Temporada 2017
La naciente LFB tuvo su primera edición en el año 2017 y con ocho equipos participantes: Defensor Sporting, Cordón, Deportivo Paysandú, Goes, Nacional, Malvín, Capurro y Albatros. 

#### Temporada 2018
En el año 2018 compitieron nueve equipos: Aguada, Atenas, Bohemios, Capurro, Cordón, Defensor Sporting, Deportivo Paysandú, Hebraica Macabi y Malvín. 

#### Temporada 2019
En 2019 fueron once equipos: Aguada, Albatros, Atenas, Bohemios, Capurro, Cordón, Defensor Sporting, Hebraica y Macabi, Malvín, Olivol Mundial y Remeros(Mercedes). 
La temporada comenzó el 30 de marzo, culminando el 26 de octubre con la disputa de la Copa de Plata. Malvín se consagró campeón de la Copa de Oro al vencer a Defensor, mientras que Remeros fue el ganador de la Copa de Plata.

## Equipos participantes

### Temporada 2020
Notas:  La columna "estadio" refleja el estadio dónde el equipo más veces oficia de local en sus partidos, pero no indica que el equipo en cuestión sea propietario del mismo.
| Equipo             | Ciudad     | Gimnasio                            | Capacidad | Fundación                | Temporadas | Ligas | Subtítulos | Copas Plata/Bronce | 2021      |
| ------------------ | ---------- | ----------------------------------- | --------- | ------------------------ | ---------- | ----- | ---------- | ------------------ | --------- |
| 25 de Agosto       | Montevideo |                                     |           |                          | 0          | 0     | 0          | 0                  | C.Plata   |
| Aguada             | Montevideo | Estadio Aguada                      | 3,738     | 28 de febrero de 1922    | 3          | 0     | 0          |                    | C.Plata   |
| Bohemios           | Montevideo | Estadio Alberto Casal               | 925       | 1 de mayo de 1932        | 3          | 1     | 0          |                    | C.Plata   |
| Capurro            | Montevideo |                                     |           |                          | 3          | 0     | 0          |                    | C.Bronce  |
| Defensor Sporting  | Montevideo | Estadio Óscar Magurno               | 800       | 14 de septiembre de 1910 | 5          | 2     | 2          |                    | Campeonas |
| Deportivo Paysandú | Montevideo |                                     |           |                          | 2          | 0     | 0          |                    | ----      |
| Hebraica Macabi    | Montevideo | Gimnasio Tabaré                     | 1,100     | 25 de mayo de 1939       | 2          | 0     | 0          |                    | Final     |
| Malvín             | Montevideo | ''Gimnasio Juan Francisco Canil''   | 900       | 28 de enero de 1938      | 5          | 2     | 2          |                    | Campeón   |
| Montevideo         | Montevideo |                                     |           |                          | 0          | 0     | 0          | 0                  |           |
| Remeros            | Soriano    | ''Gimnasio Agrim. Mario E Bellini'' |           | 19 de enero de 1925      | 1          | 0     | 1          |                    |           |
| Yale               | Montevideo |                                     |           |                          | 0          | 0     | 0          | 0                  |           |

## Campeonas
La Liga Femenina de Básquetbol comenzó a disputarse en 2017. Antes de esa fecha, los campeonatos de básquetbol femenino en Uruguay eran únicamente montevideanos (Torneo Metropolitano Femenino).

### Títulos por año
| Temporada | Edición | Campeona          | Resultado | Subcampeona       | Tercera  | Cuarta           | MVP | Entrenador campeón |
| --------- | ------- | ----------------- | --------- | ----------------- | -------- | ---------------- | --- | ------------------ |
| 2017      | 1°      | Malvín            | 2-0       | Defensor Sporting | Goes     | Nacional         |     | Bandera de ?       |
| 2018      | 2°      | Bohemios          | 2-1       | Malvín            |          |                  |     | Bandera de ?       |
| 2019      | 3°      | Malvín            | 2-1       | Defensor Sporting | Bohemios | Hebaica y Macabi |     | Bandera de ?       |
| 2020      | 4°      | Defensor Sporting | 2-0       | Malvín            | Bohemios | Hebaica y Macabi |     | Bandera de ?       |
| 2021      | 5°      | Defensor Sporting | 2-0       | Hebaica y Macabi  | Malvín   | Remeros          |     | Bandera de ?       |
| 2022      | 6°      | Malvín'           | 3-2       | Aguada            | Bohemios | Hebaica y Macabi |     |                    |

### Títulos por equipo
| Equipo            | Títulos | Subtítulos | Terc. | Años de los títulos | Años de los subtítulos |
| ----------------- | ------- | ---------- | ----- | ------------------- | ---------------------- |
| Malvín            | 3       | 2          | 1     | 2017, 2019, 2022    | 2018, 2020             |
| Defensor Sporting | 2       | 2          | –     | 2020, 2021          | 2017, 2019             |
| Bohemios          | 1       | –          | 2     | 2018                |                        |
| Hebaica y Macabi  | -       | 1          | -     |                     | 2021                   |
| Goes              | -       | -          | 1     |                     |                        |